# Aubregrinia taiensis
Aubregrinia taiensis là một loài thực vật thuộc họ Sapotaceae. Loài này có ở Bờ Biển Ngà và Ghana. Chúng hiện đang bị đe dọa vì mất môi trường sống.